# Taphrocerus mercedensis
Taphrocerus mercedensis är en skalbaggsart som beskrevs av White 1947. Taphrocerus mercedensis ingår i släktet Taphrocerus och familjen praktbaggar. Inga underarter finns listade i Catalogue of Life.